# Cecidomyia torreyi
Cecidomyia torreyi är en tvåvingeart som först beskrevs av Ephraim Porter Felt 1925.  Cecidomyia torreyi ingår i släktet Cecidomyia och familjen gallmyggor.
Artens utbredningsområde är New Mexico. Inga underarter finns listade i Catalogue of Life.